# Culicoides mathisi
Culicoides mathisi är en tvåvingeart som beskrevs av Giles och Wirth 1983. Culicoides mathisi ingår i släktet Culicoides och familjen svidknott.
Artens utbredningsområde är Sri Lanka. Inga underarter finns listade i Catalogue of Life.